# Рабек, Оливер
Оливер Рабек (словац. Oliver Rábek; род. 30 сентября 1987, Нове Замки)  — словацкий гандболист, выступающий за словацкий клуб ГК Татран Прешов.

## Карьера

#### Клубная
Оливер Рабек начинал свою карьеру в клубе ГК Штарт из Нове Замки. В сезоне 2006/07 Оливер Рабек помог ГК Штарт занять третье место в чемпионате Словакии. Оливер Рабек перешёл в ГК Татран Прешов, в составе которого выиграл 4 раза чемпионат Словакии.

#### Сборная
Оливер Рабек выступает за сборную Словакии сыграл в сборной 34 матча и забросил 120 мячей.

## Награды
- Бронзовый призёр чемпионата Словакии: 2007
- Победитель чемпионата Словакии: 2013, 2014, 2015, 2016

## Статистика
Статистика Оливера Рабека в сезоне 2017/18 указано на 28.5.2018
| Сезон        | Клуб             | Лига       | Матчи | Голы | 7-метр | Голы |
| ------------ | ---------------- | ---------- | ----- | ---- | ------ | ---- |
| 2016-17      | ГК Татран Прешов | Екстралига | 31    | 171  | 19     | 152  |
| 2017-18      | ГК Татран Прешов | Екстралига | 16    | 51   | 14     | 37   |
| 2018-19      | ГК Татран Прешов | Екстралига | 14    | 61   | 13     | 48   |
| 2016–по н.в. | Итого            | Екстралига | 61    | 283  | 46     | 237  |